# Hakenberg (Lichtenau)
Hakenberg is een plaats in de Duitse gemeente Lichtenau (Westfalen), deelstaat Noordrijn-Westfalen, en telt 227 inwoners (2007).

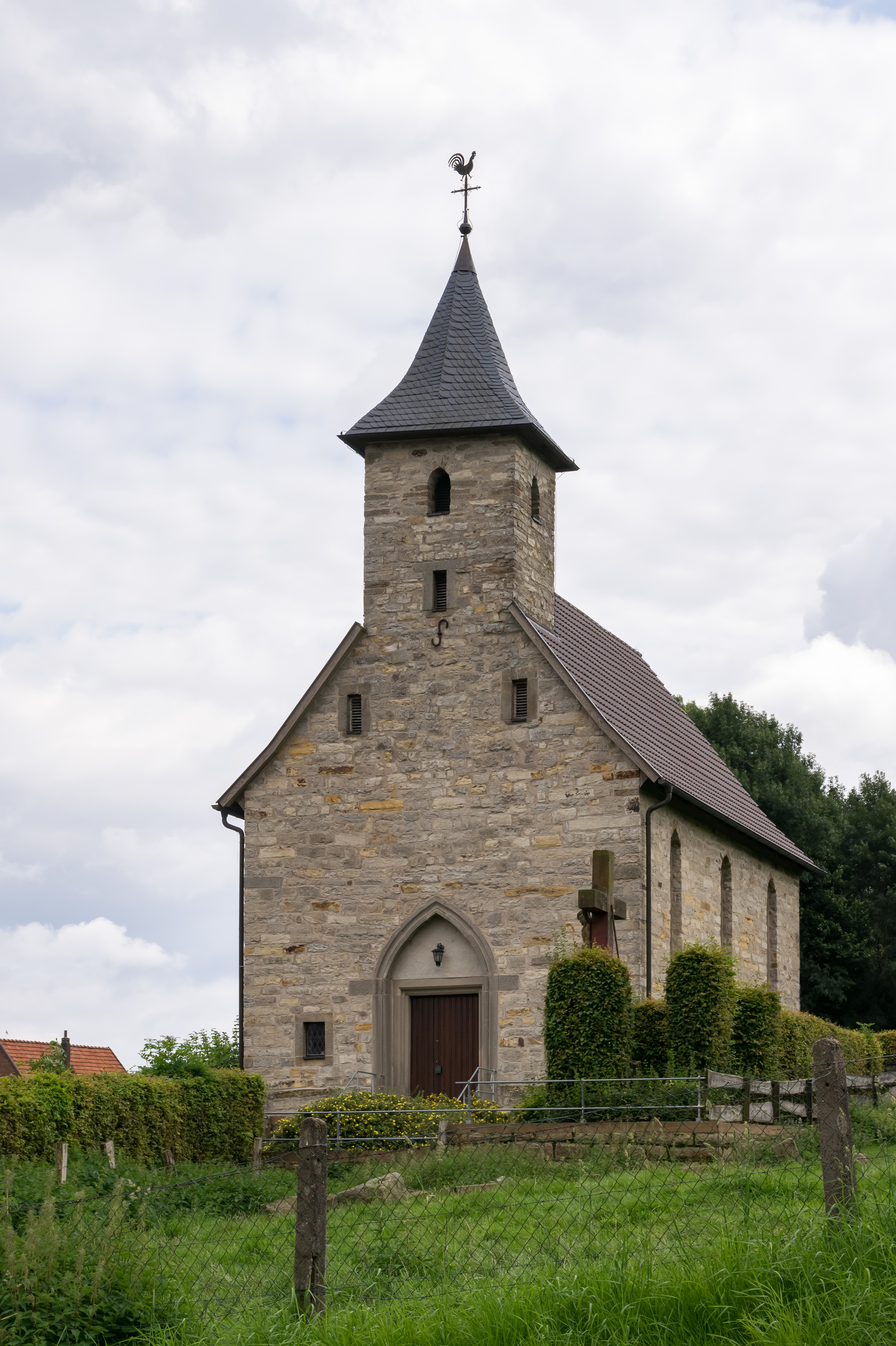
Kapel